# Hamid Reza Kia
Hamid Reza Kia (persisch حمیدرضا کیا; * 4. Februar 2001) ist ein iranischer Leichtathlet, der sich auf den Dreisprung spezialisiert hat und aktuell Inhaber des Landesrekordes ist.

## Sportliche Laufbahn
Erste internationale Erfahrungen sammelte Hamid Reza Kia im Jahr 2017, als er bei den Jugendasienmeisterschaften in Bangkok mit einer Weite von 14,66 m den vierten Platz belegte. Anschließend brachte er bei den U18-Weltmeisterschaften in Nairobi keinen gültigen Versuch zustande. Im Jahr darauf startete er bei den Olympischen Jugendspielen in Buenos Aires und gelangte dort auf Rang acht. 2019 erreichte er bei den Militärweltspielen in Wuhan mit 15,64 m auf den zehnten Platz und kam mit der iranischen 4-mal-100-Meter-Staffel nicht ins Ziel. 2021 stellte er in Maschhad mit 16,62 m einen neuen iranischen Landesrekord auf und im Jahr darauf belegte er bei den Islamic Solidarity Games in Konya mit 16,07 m den vierten Platz. 2023 wurde er bei den Hallenasienmeisterschaften in Astana mit 15,92 m Achter und gelangte im August bei den World University Games in Chengdu mit 15,51 m auf Rang zehn. 2024 belegte er bei den Hallenasienmeisterschaften in Teheran mit 15,74 m den fünften Platz.
In den Jahren 2019, 2021 und 2022 wurde Kia iranischer Meister im Dreisprung.